# New Grand Chain
New Grand Chain est un village situé au nord-est du comté de Pulaski dans l'Illinois, aux États-Unis,. Il est incorporé le 4 février 1891.

## Démographie
Lors du recensement de 2010, le village comptait une population de 210 habitants. Elle est estimée, en 2016, à 194 habitants.

### Source de la traduction
- (en) Cet article est partiellement ou en totalité issu de l’article de Wikipédia en anglais intitulé « New Grand Chain, Illinois » (voir la liste des auteurs).